# Arrigo Morandi
Arrigo Morandi (Modena, 16 aprile 1927 – Modena, 29 gennaio 2002) è stato un politico e partigiano italiano.

## Biografia
Da partigiano militò nella 7ª brigata Modena della divisione "Armando" e nell'organizzazione giovanile clandestina Fronte della gioventù, e operò sull'Appennino tosco-emiliano.
Nel dopoguerra fu segretario generale (dal 1949 al 1957) e presidente (dal 1957 al 1971) della UISP e fu protagonista del processo di fusione della UISP con l'ARCI di cui fu presidente dal 1971 al 1979.
Dal 1979 al 1987, per due legislature, fu senatore per il Partito Comunista Italiano.
Morì il 29 gennaio 2002 all'età di 74 anni.